# Margaret Mee
Margaret Ursula Mee,  MBE (22 tháng 5 năm 1909- 30 tháng 11 năm 1988) là một nghệ sĩ thực vật người Anh. Bà chuyên về cây của vùng rừng mưa Amazon. Bà cũng là một trong những người bảo vệ môi trường đã thu hút sự chú ý của công chúng đến các tác động của khai thác và phá rừng quy mô lớn tại lưu vực sông Amazon.

## Sách tiểu sử chọn lọc
- Mee, Margaret (1968). Flowers of the Brazilian Forests. The Tryon Gallery. ISBN 978-0-902189-02-7.
- Mee, Margaret, Smith, Lyman (1969). Bromélias brasileiras. Barnes. ISBN 0-498-06887-0.{{Chú thích sách}}:  Quản lý CS1: nhiều tên: danh sách tác giả (liên kết)
- Mee, Margaret (1988). Margaret Mee in Search of the Amazon Forests: Diaries of an English Artist Reveal the Beauty of the Vanishing Rainforests. Woodbridge: Nonesuch Expeditions. ASIN B000U8X9UK.
- Mee, Margaret, Stiff, Ruth (1997). Margaret Mee: Return to the Amazon. Natural Wonders Press. ISBN 1-905377-06-1.{{Chú thích sách}}:  Quản lý CS1: nhiều tên: danh sách tác giả (liên kết)
- Mee, Margaret (1998). Flowers of the Amazon. Pomegranate Europe Ltd. ISBN 1-56640-043-0.
- Mee, Margaret (2006). The Flowering Amazon: Margaret Mee Paintings from the Royal Botanic Gardens, Kew. Natural Wonders Press. ISBN 1-905377-06-1.